# Samuel de Champlain
Samuel de Champlain (ur. w 1570 w Brouage k. Rochefort (Francja), zm. 25 grudnia 1635 w Quebecu) – francuski podróżnik, odkrywca, kolonizator Kanady. Pierwszy gubernator, zwany „ojcem Nowej Francji”. Kontynuował odkrywcze dzieło Jacques’a Cartiera, jednocześnie prowadząc intensywną akcję kolonizacyjną i tworząc podstawy pod francuską dominację w Ameryce Północnej.
Ojciec Champlaina, żeglarz, nauczył go podstaw nawigacji. W wieku około 20 lat zaciągnął się do wojska, w którym służył do 1598 roku. W następnym roku odbył rejs na francuskim statku handlowym do kolonii hiszpańskich w Ameryce Środkowej. W ciągu następnych dwóch lat odwiedził szereg wysp Morza Karaibskiego, Meksyk i Panamę. Po powrocie do Francji opublikował książkę, w której opisał wspaniałości miasta Meksyk i zaproponował przekopanie Przesmyku Panamskiego. Książka zwróciła uwagę króla Henryka IV, który pokładał nadzieje w podboju Ameryki i odkryciu Przejścia Północno-Zachodniego z Atlantyku na Pacyfik. Champlain został wezwany do Luwru i skłoniony do wyjazdu do dzisiejszej Kanady.
Tam, w roku 1603, na prośbę królewskiego namiestnika Nowej Francji Hermana de Clermont de Chastes wyprawił się w górę Rzeki Św. Wawrzyńca i stwierdził jej olbrzymie znaczenie komunikacyjne. Był jednym z pierwszych Europejczyków, którzy widzieli i opisali wodospad Niagara.
W latach następnych badał dzisiejsze wybrzeża Nowej Anglii zakładając m.in. miasto Port Royal (dzisiaj Annapolis Royal w Nowej Szkocji).
Wiosną 1608 roku wyruszył w kierunku Kanady. W lipcu tego roku nad Rzeką Św. Wawrzyńca założył fort Quebec, który, wraz z faktorią handlową, stał się zalążkiem kolonii francuskiej. Zima tego roku była tak ostra, że spośród 24 ludzi Champlaina przetrwało zaledwie 8. Pomocni okazali się Indianie z plemion Algonkinów i Huronów, z którymi Champlain utrzymywał przyjazne stosunki, pomagając w wojnie z Irokezami. Ludzie Champlaina posiadali broń palną, wobec której Irokezi byli bezradni. W czasie jednego z takich rajdów wojennych odkrył jezioro nazwane później jeziorem Champlain.
W 1615 zapuścił się w górę rzeki Ottawa, docierając do jezior Nipissing i wielkiej wschodniej zatoki Jeziora Huron, Georgian Bay. Zatoka ta, usiana przez ponad 30 tys. malowniczych wysp i wysepek, wtedy jeszcze nie nosiła nadanej jej później obecnej nazwy na cześć brytyjskiego króla Jerzego IV. Champlain nazwał ją niezaborczo po francusku „Morzem Łagodnym” (fr. La Mer Douce). U południowych brzegów zatoki, wśród przyjaznych mu Huronów, którym 4 lata wcześniej wysyłał nastoletnich chłopców, Francuzów, jako czeladników na tłumaczy, Champlain spędził zimę. Powrócił drogą przez Niagarę oraz jezioro Ontario.
W 1615 na skutek jego namów na teren Nowej Francji do nawracania Indian i życia w ich społecznościach przybyli katoliccy misjonarze: franciszkanie i jezuici. Różnie to się kończyło, na co wskazuje zaistnienie kościołów katolickich pod wezwaniem męczenników kanadyjskich.
W czasie wojny angielsko-francuskiej, która wybuchła w roku 1626, dostał się – po długim oblężeniu Quebecu – do niewoli angielskiej, w której przebywał w latach 1628–1629, po czym zezwolono mu powrócić do Francji. Po podpisaniu traktatu pokojowego w Saint-Germain-en-Laye (1633) Kanada została przyznana Francji, a Champlain otrzymał stanowisko pierwszego gubernatora.
Jako gubernator ustanowił pierwszy kanadyjski Order Dobrej Otuchy (fr. Ordre de Bon Temps) – do dziś przyznawany przez gubernatorów Nowej Szkocji. Był kawalerem Połączonych Zakonów Rycerskiego i Szpitalnego Św. Łazarza z Jerozolimy i Królewskiego Najświętszej Marii Panny z Góry Karmel.
Samuel de Champlain zmarł w Kanadzie.
Uważany jest za frankofońskiego bohatera. Napisał sprawozdanie ze swych wypraw pt. Oeuvres de Champlain; była to prawdopodobnie pierwsza książka opublikowana w Nowej Francji. Warto zaznaczyć jego przyjazne nastawienie do Indian i zrozumienie, z jakim traktował ich kultury, jak i nazwy tubylcze, w odróżnieniu od wojskowych brytyjskich w Kanadzie, którzy przyszli po nim.